# Разан Таха
Разан Таха (29 грудня 1991) — йорданська плавчиня. Учасниця Олімпійських Ігор 2008 року, де в попередніх запливах на дистанції 50 метрів вільним стилем посіла 56-те місце і не вийшла до півфіналів.